# Phalacrocorax
Phalacrocorax (del griego φαλακρός [falakrós] ‘calvo’, y κόραξ [kórax], ‘cuervo’) es un género de aves suliformes perteneciente a la familia Phalacrocoracidae. Sus miembros son denominados comúnmente cormoranes. Son aves acuáticas que capturan peces zambulléndose bajo el agua.

## Características
Se alimentan exclusivamente de los peces que capturan bajo el agua. Se impulsan principalmente con las patas y pueden zambullirse durante más de un minuto, alcanzando una profundidad de unos 10 m. A diferencia de la mayoría de las aves acuáticas, sus plumas no son completamente impermeables, por lo que, al mojarse, éstas aumentan de peso, lo que les permite hundirse más y bucear con facilidad. Una vez en tierra, extienden las alas para secarlas. Además, regulan el volumen de sus sacos aéreos.
Los cormoranes utilizan una estrategia de caza que se conoce como «pesca en grupo»: se sumergen en bandadas y colaboran para rodear a los cardúmenes de  peces y hacer así más fácil su captura. Son aves migratorias y se desplaza buscando áreas con mayor abundancia de peces,  siguiendo las corrientes marinas y fluviales. Permanecen en los sitios elegidos solo de manera temporal, por períodos variables, para alimentarse y reproducirse.
El cormorán grande (Phalacrocorax carbo) es con seguridad la especie más extendida. El cormorán grande vive en lagos y estuarios, así como en las costas, y construye su nido en acantilados o en árboles. Alcanza hasta 90 cm de largo, y se lo puede encontrar en aguas dulces y costas de todo el mundo.

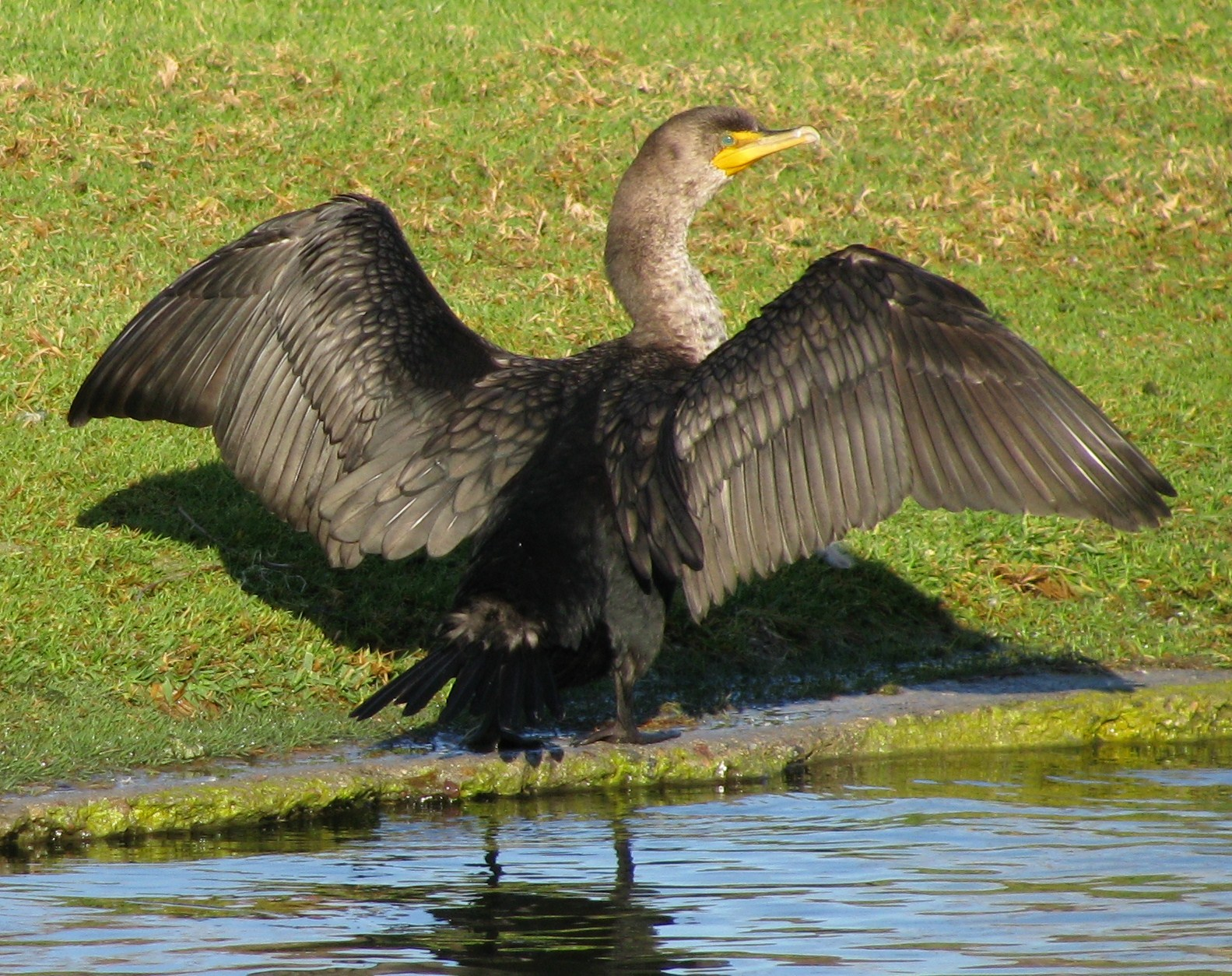
Cormorán orejudo (Phalacrocorax auritus) secando sus alas.

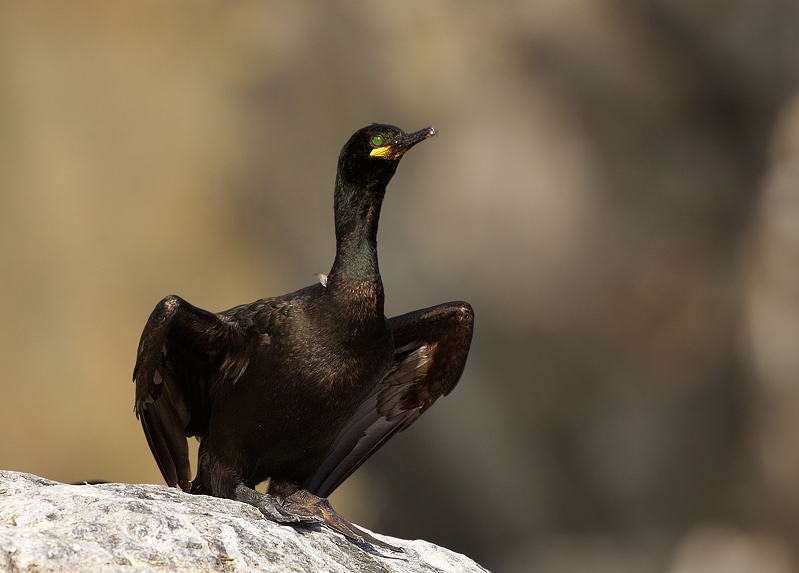
Cormorán moñudo (Phalacrocorax aristotelis).

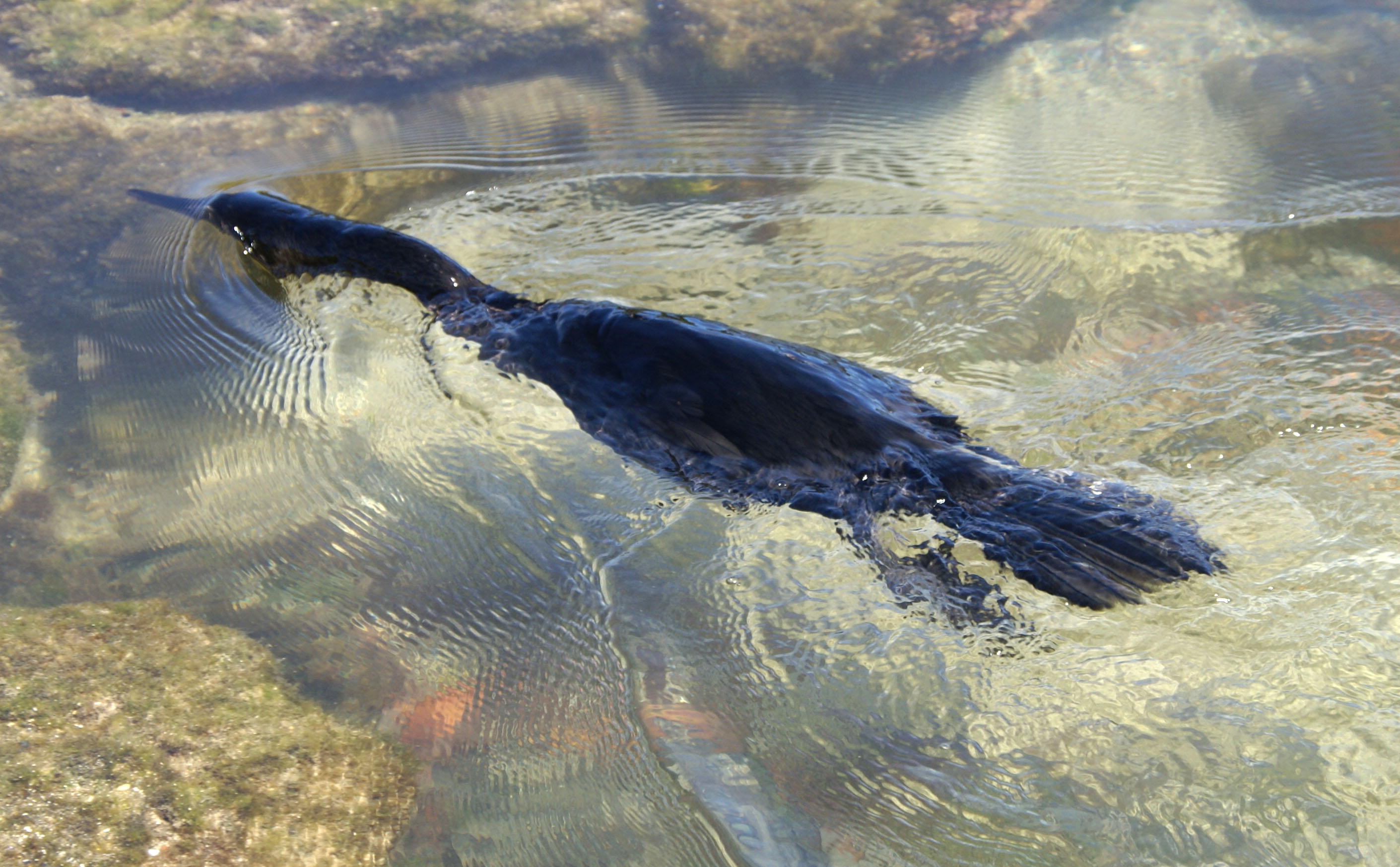
Cormorán mancón (Phalacrocorax harrisi) buceando.

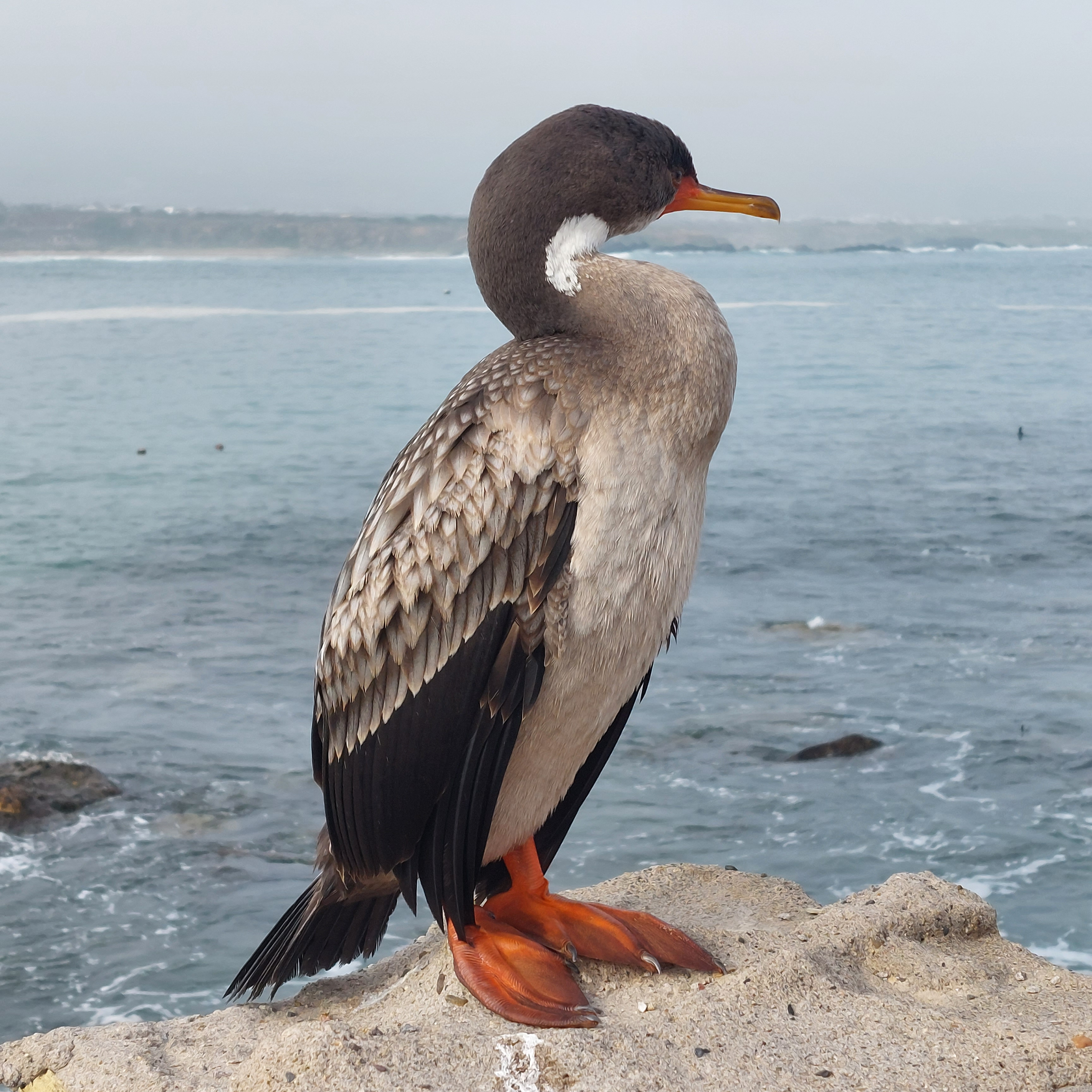
Cormorán lile (Phalacrocorax gaimardi) en Los Molles, Chile.

Se ha estudiado que este cormorán oye bajo el agua bastante bien, con umbrales auditivos similares a los de focas y ballenas dentadas en la banda de frecuencias de 1-4 kHz. Esto sugiere que estas aves (y posiblemente también otras aves acuáticas) han desarrollado adaptaciones especiales para la audición subacuática, habilidad que les ayuda en la caza practicada de manera gregaria junto a otros de su especie, como también en la búsqueda de sus presas y en la detección oportuna del peligro (por ejemplo, el acercamiento de sus depredadores).

## Taxonomía
En el pasado el género Phalacrocorax incluía todas las especies de la familia. Muchas de ellas se repartieron por los géneros Leucocarbo y Microcarbo. En la actualidad el género contiene las siguientes 22 especies, con su respectivo nombre vulgar:
- Phalacrocorax gaimardi - cormorán gris;
- Phalacrocorax harrisi - cormorán mancón;
- Phalacrocorax neglectus - cormorán de bajío;
- Phalacrocorax punctatus - cormorán moteado;
- Phalacrocorax featherstoni - cormorán de la Pitt;
- Phalacrocorax perspicillatus † - cormorán de Pallas;
- Phalacrocorax penicillatus - cormorán de Brandt;
- Phalacrocorax pelagicus - cormorán pelágico;
- Phalacrocorax urile - cormorán carirrojo;
- Phalacrocorax brasilianus - cormorán neotropical;
- Phalacrocorax auritus - cormorán orejudo;
- Phalacrocorax aristotelis - cormorán moñudo;
- Phalacrocorax fuscescens - cormorán carinegro;
- Phalacrocorax fuscicollis - cormorán indio;
- Phalacrocorax sulcirostris - cormorán totinegro;
- Phalacrocorax varius - cormorán pío;
- Phalacrocorax carbo - cormorán grande;
- Phalacrocorax lucidus - cormorán cuelliblanco;
- Phalacrocorax capillatus - cormorán japonés;
- Phalacrocorax capensis - cormorán de El Cabo;
- Phalacrocorax nigrogularis - cormorán de Socotra;
- Phalacrocorax magellanicus - cormorán magallánico.

## Pesca con cormorán
En ciertas localidades de Asia, especialmente en partes de Japón y China se utiliza al cormorán para la pesca. Se les ata un cordel en la parte inferior del cuello de forma que puedan capturar un pez, pero no tragarlo. El pescador, una vez que el cormorán ha capturado un pez, se lo extrae (ya que ha quedado aprisionado en su garganta) y lo dispone para efectuar nuevas capturas.

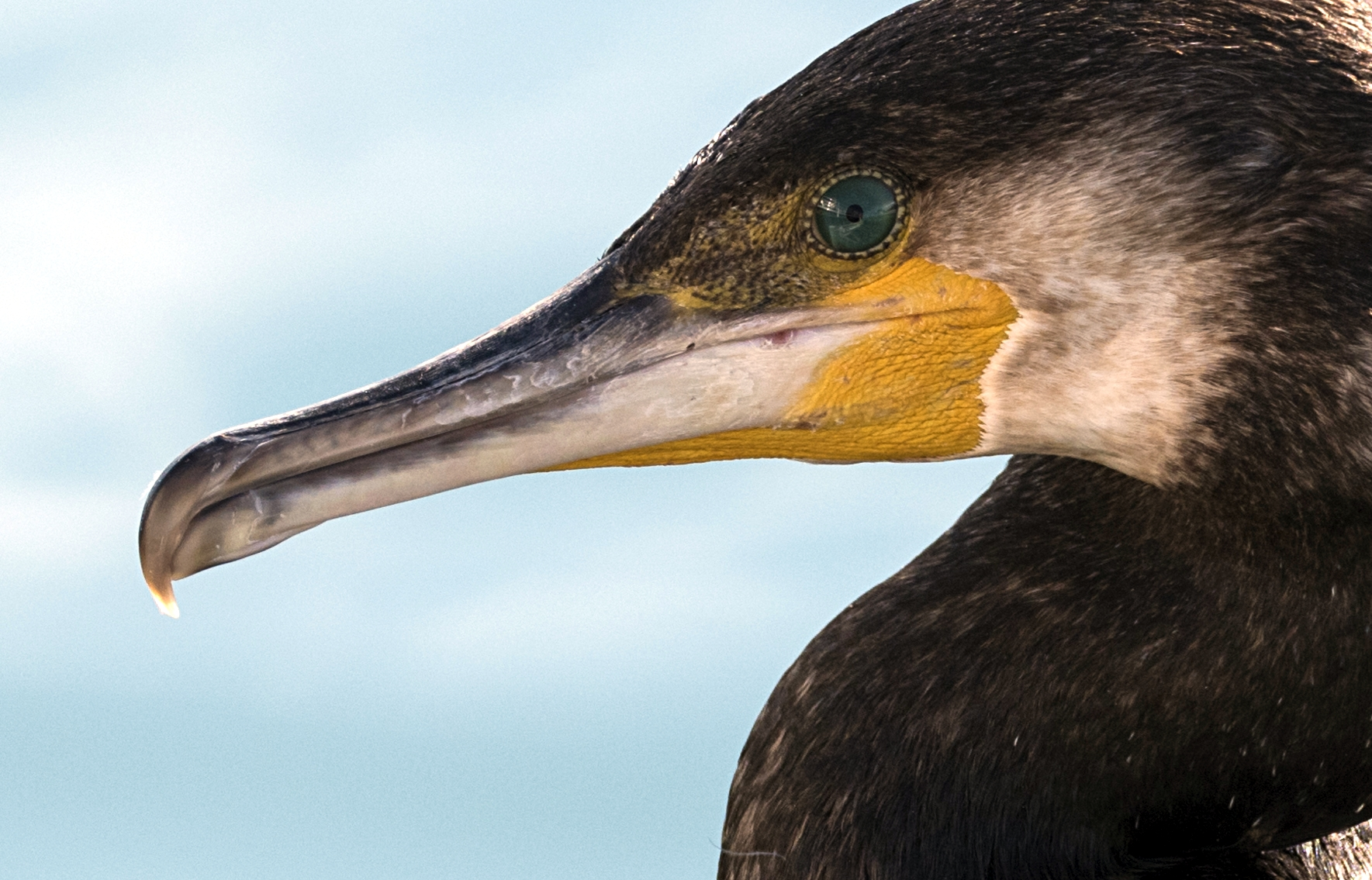